# Alberto Lombardi
Alberto Lombardi, född 21 augusti 1893 i Dronero, död 10 april 1975 i Dronero, var en italiensk ryttare.
Lombardi blev olympisk bronsmedaljör i fälttävlan vid sommarspelen 1924 i Paris.